# Dororo (filme)
Dororo (どろろ) é um filme japonês em live-action de 2007 baseado no mangá de mesmo nome criado por Osamu Tezuka em 1960. O filme foi filmado na Nova Zelândia. Estreou no Japão em 6 de janeiro de 2007 e no Brasil em 16 de julho de 2008. O produtor do filme Better Luck Tomorrow, Ernesto Foronda disse que estava supostamente trabalhando em uma versão Hollywood de Dororo.

## Enredo
O enredo do filme tem algumas diferenças importantes que a do mangá, principalmente a de Dororo ser uma jovem mulher, como previsto no jogo eletrónico, assumindo a identidade de um homem. Apesar de as pessoas conseguirem ver através de seu exterior ousado e muitas vezes violento, Dororo raramente concede aos seus verdadeiros sentimentos e se recusa a ser uma mulher "apropriada". Hyakkimaru também é mais jovem do que seu homônimo no mangá, e menos amargo sobre suas circunstâncias, também.
Lorde Daigo, após uma batalha sangrenta em que viu seu clã ser derrotado, faz um pacto com 48 demônios do submundo: em troca do poder para derrotar seus inimigos ele oferece partes do corpo de seu filho que está para nascer. O bebê nasce totalmente desfigurado, sem órgãos e membros, mas continua vivo inexplicavelmente. A criança é colocada em um cesto e mandada rio abaixo, e é logo encontrada pelo curandeiro Jukai que, utilizando magia e tecnologia, constrói membros e órgãos para ele. Anos mais tarde, já adulto, o jovem descobre que terá de matar cada um dos 48 demônios para recuperar as partes de seu corpo e parte em sua jornada de vingança, na qual contará apenas com a ajuda de uma misteriosa ladra, que terá um papel muito maior em suas aventuras do que ele poderia imaginar.

## Elenco
- Satoshi Tsumabuki como Hyakkimaru
- Kou Shibasaki como Dororo
- Kiichi Nakai como Kagemitsu Daigo
- Yoshio Harada como Jukai
- Eita Nagayama como Tahomaru
- Mieko Harada como Yuri
- Katsuo Nakamura como Bipa
- Yoshio Harada como Jukai
- Tetta Sugimoto como Sabame

### Dublagem brasileira
- Hyakkimaru - Márcio Araújo
- Dororo - Fernanda Bullara
- Tahoumaru - Fábio Lucindo
- Daigo - Nelson Machado
- Demônios - Guilherme Lopes
- Monge - João Ângelo
- Velho Menestrel - Renato Márcio
- Pai Shaman - Antônio Moreno
- Vozes adicionais:
- Flora Paulita
- Tatá Guarnieri
- Gisa Della Mare
- Rogério César
- Rossana Colares
- Elisa Villon
- Luciene Andreotti
- Fábio Matjas
- Estúdio: Capricórnio Estúdio[3]